# Cucullia heinickei
Cucullia heinickei là một loài bướm đêm trong họ Noctuidae.